# Jean-Baptiste-Michel Cherfils
Ne doit pas être confondu avec Jean-Baptiste Cherfils.
Pour les articles homonymes, voir Cherfils.
Jean-Baptiste-Michel Cherfils est un homme politique français né le 14 novembre 1737 à Bosville (Seine-Maritime) et décédé le 28 juillet 1807 à Cany (Seine-Maritime).
Procureur du roi à Cany, il est député du tiers état aux états généraux de 1789 pour le bailliage de Caux, siégeant dans la majorité. Il a été l'un (avec Thomas Lindet, Guillaume François Charles Goupil de Préfelne, de Launay et de Luc René Charles Achard comte de Bonvouloir) des 5 commissaires chargés de proposer la division de la province Normandie en 5 départements.

## Sources
- « Jean-Baptiste-Michel Cherfils », dans Adolphe Robert et Gaston Cougny, Dictionnaire des parlementaires français, Edgar Bourloton, 1889-1891 [détail de l’édition]
- La Révolution en Haute-Normandie 1789-1802. Edition du P'tit Normand (1988)